# Franz Jung (ur. 1936)
Franz Jung (ur. 3 grudnia 1936 w Nowej Wsi) – niemiecki duchowny katolicki, od 1983 wielki dziekan kłodzki oraz kanoniczny wizytator księży i wiernych hrabstwa kłodzkiego w latach 1983–2012.

## Życiorys
Urodził się w 1936, w rodzinie chłopskiej w Nowej Wsi, koło Międzylesia. W wieku kilku lat przeprowadził się z rodzicami do Szklarni. Po przejęciu ziemi kłodzkiej przez Polskę w 1945 opuścił w roku następnym hrabstwo i przeprowadził się z rodziną do Westfalii.
W 1964 przyjął święcenia kapłańskie w Münster. Skierowano go do parafii w Wesel, Moers i Goch, gdzie był wikarym. W 1976 został proboszczem w Duisburg-Walsum. Od 1982 prezes KAB (Katholische Arbeitnehmer-Bewegung) diecezji münsterskiej. W 1983 został prałatem papieskim, wielkim dziekanem kłodzkim i wizytatorem kanonicznym hrabstwa kłodzkiego z prawem noszenia infuły, pastorału i pektorału oraz uczestniczenia w Konferencji Episkopatu Niemiec.
Od 1998 po reformie Kościoła katolickiego w Niemczech nie był już członkiem konferencji biskupów. Z chwilą zakończenia posługi przez ks. Franza Junga (po ukończeniu 75 lat w dniu 3 grudnia 2011 i przejściu na emeryturę) obowiązki wizytatora dla całego Śląska (archidiecezja wrocławska w granicach do 1945, dawny archiprezbiteriat kietrzański w Branicach i Wielki Dekanat Kłodzki) przejął od 17 marca 2012 ks. Joachim Giela. Ks. Jung dalej wspiera wiernych poprzez pracę w Heimatwerk Grafschaft Glatz.
Prałat Jung jest pięćdziesiątym dziekanem na tym terenie od pierwszej wzmianki w XIII w., kiedy to dekanat kłodzki wchodził w skład archidiakonatu hradeckiego oraz czternastym, noszącym tytuł wielkiego dziekana, a zarazem ostatnim.
W 2018 Sejmik Województwa Dolnośląskiego uhonorował ks. Junga Złotą Odznaką Zasłużony dla Dolnego Śląska.